# Jasmina Suter
Jasmina Suter (Stoos, 16 aprile 1995) è una sciatrice alpina svizzera.

## Biografia
Originaria di Stoos di Morschach e sorella di Juliana e Raphaela, a loro volta sciatrici alpine di alto livello, Jasmina Suter ha esordito in una gara FIS il 23 novembre 2010 a Zinal, non riuscendo a qualificarsi per la seconda manche dello slalom speciale in programma, e in Coppa Europa l'11 febbraio 2011 a Ginevra Lélex in supergigante, classificandosi 71ª.
Il 18 gennaio 2012 ha conquistato la medaglia di bronzo nello slalom gigante alla prima edizione dei Giochi olimpici giovanili invernali, Innsbruck 2012. Nella medesima specialità il 9 marzo 2013 a Ofterschwang ha debuttato in Coppa del Mondo, senza classificarsi, e il 14 marzo successivo a Soči Krasnaja Poljana è salita per la prima volta sul podio in una gara di Coppa Europa, giungendo 2ª dietro alla francese Coralie Frasse Sombet.
Il 24 ottobre 2015 ha ottenuto i primi punti in Coppa del Mondo classificandosi al 20º posto nello slalom gigante di Sölden; nella stagione successiva ai Mondiali di Sankt Moritz 2017, suo esordio iridato, non ha completato lo slalom gigante. Il 16 febbraio 2020 ha ottenuto a Crans-Montana in supergigante la prima vittoria in Coppa Europa; ai Mondiali di Cortina d'Ampezzo 2021 si è classificata 18ª nella discesa libera, 4ª nella gara a squadre, non ha completato la combinata e non si è qualificata per la finale nello slalom parallelo.

## Palmarès

### Mondiali juniores
- 2 medaglie:
  - 1 oro (slalom gigante a Soči/Roza Chutor 2016)
  - 1 bronzo (gara a squadre a Roccaraso 2012)

### Olimpiadi giovanili
- 1 medaglia:
  - 1 bronzo (slalom gigante a Innsbruck 2012)

### Coppa del Mondo
- Miglior piazzamento in classifica generale: 45ª nel 2021

### Coppa Europa
- Miglior piazzamento in classifica generale: 7ª nel 2022
- Vincitrice della classifica di supergigante nel 2021
- 10 podi:
  - 2 vittorie
  - 4 secondi posti
  - 4 terzi posti

#### Coppa Europa - vittorie
| Data             | Località      | Paese    | Specialità |
| ---------------- | ------------- | -------- | ---------- |
| 16 febbraio 2020 | Crans-Montana | Svizzera | SG         |
| 2 marzo 2021     | Val di Fassa  | Italia   | SG         |

Legenda:

SG = supergigante

### South American Cup
- Miglior piazzamento in classifica generale: 17ª nel 2015
- 1 podio:
  - 1 vittoria

#### South American Cup - vittorie
| Data              | Località             | Paese     | Specialità |
| ----------------- | -------------------- | --------- | ---------- |
| 10 settembre 2014 | Ushuaia Cerro Castor | Argentina | GS         |

Legenda:

GS = slalom gigante

### Campionati svizzeri
- 7 medaglie[3]:
  - 2 ori (supergigante nel 2015; slalom gigante nel 2022)
  - 4 argenti (slalom gigante nel 2012; slalom gigante nel 2014; discesa libera, supergigante nel 2022)
  - 1 bronzo (discesa libera nel 2018)